# Ničija zemlja
 Ovo je glavno značenje pojma Ničija zemlja. Za istoimeni film pogledajte Ničija zemlja (2001.).
Ničija zemlja (lat. terra nullius) je izraz kojim se označava teritorij ili zemljište koje je državopravno bez vlasnika ili predmet spora, a nad kojim niti jedna od strana u sporu ne može ili ne želi preuzeti nadzor.
U užem smislu izraz ničija zemlja označava teren koji se nalazi između rovova ili utvrđenih položaja dviju suprotstavljenih vojski. Najčešće je riječ o ravnom terenu bez prirodnog zaklona kojeg nijedna strana ne želi trajno zaposjesti, jer bi time samo svoje ljudstvo i opremu učinilo nezaštićenom metom. U ničiju zemlju se ulazi prilikom juriša, odnosno pokušaja da se zauzme neprijateljski položaj; ponekad se u ničiju zemlju šalju manje skupine s ciljem izviđanja neprijateljskih položaja, prikupljanje zarobljenika ili kako bi medicinsko osoblje izvlačilo ranjenike ili trupla.